# A Bosznia-hercegovinai Föderáció zászlaja

A Bosznia-hercegovina Föderáció  1994. március 18-án jött létre a Herceg-Boszniai Horvát Köztársaság és a Horvát Köztársaság közötti katonai együttműködésről szóló washingtoni egyezmény keretében.  Zászlaját 1996. november 5-én fogadták el, és hivatalosan 2007. június 14-ig volt használatban.
A vörös a horvátok színe, a zöld a bosnyákoké, a fehér pedig a tisztaság és a béke színe. Az arany írisz Tvrtko címeréről való, akit 1377-ben koronáztak meg mint I. Istvánt, „Bosznia, Szerbia és a tengerpart” királyát. Ez a bosnyákok jelképe, Horvátország történelmi címere pedig a horvát lakosságé. A tíz csillag a szövetséget alkotó tíz kantonra utal.